# Esporlatu
Esporlatu es una localidad y comune italiana de la provincia de Sassari, región de Cerdeña, con 475 habitantes.

## Evolución demográfica
| Gráfica de evolución demográfica de Esporlatu entre 1861 y 2001 |
|                                                                 |
| Fuente ISTAT - elaboración gráfica de Wikipedia                 |